# Lycosa cingara
Lycosa cingara este o specie de păianjeni din genul Lycosa, familia Lycosidae. A fost descrisă pentru prima dată de C. L. Koch, 1847.
Este endemică în Egipt. Conform Catalogue of Life specia Lycosa cingara nu are subspecii cunoscute.